# Darmok
„Darmok” (titlu original: „Darmok”) este al doilea episod din al cincilea sezon al serialului TV american științifico-fantastic Star Trek: Generația următoare și al 102-lea episod în total. A avut premiera la 30 septembrie 1991.
Episodul a fost regizat de Winrich Kolbe după un scenariu de Joe Menosky după o poveste de Menosky și Phillip LaZebnik bazată pe Epopeea lui Ghilgameș. Invitat special este Paul Winfield în rolul lui Dathan.

## Prezentare
Picard trebuie să învețe să comunice cu un căpitan extraterestru care vorbește în metafore înainte ca o bestie periculoasă să-i ucidă pe amândoi. 

## Actori ocazionali
- Richard Allen - Tamarian First Officer
- Colm Meaney - Miles O'Brien
- Paul Winfield - Dathon
- Ashley Judd - Robin Lefler
- Majel Barrett - Computer Voice